# 聖米格爾錫圭拉
14°54′N 91°37′W / 14.900°N 91.617°W
聖米格爾錫圭拉（西班牙語：San Miguel Sigüilá），是危地馬拉的城鎮，位於該國西部，由克薩爾特南戈省負責管轄，面積28平方公里，海拔高度2,484米，2002年人口6,506，人口密度每平方公里232.36人。